# Damir Rančić
Damir Rančić (ur. 23 czerwca 1983 w Splicie) – chorwacki koszykarz, występujący na pozycji rzucającego obrońcy lub niskiego skrzydłowego, reprezentant kraju, po zakończeniu kariery zawodniczej trener koszykarski, obecnie trener Ribola Kaštela.

## Osiągnięcia
Stan na 6 lipca 2022, na podstawie, o ile nie zaznaczono inaczej.

### Drużynowe
- Mistrz Chorwacji (2003, 2006, 2011)
- Wicemistrz:
  - Chorwacji (2009)
  - Ukrainy (2007)
- Zdobywca pucharu:
  - Chorwacji (2004, 2011)
  - Ukrainy (2007)
- Finalista Pucharu Chorwacji (2012)
- 3. miejsce w Pucharze Węgier (2016)
- Uczestnik międzynarodowych rozgrywek:
  - Euroligi (2005/2006 – TOP 16, 2011/2012)
  - Eurocup (2003/2004, 2007/2008 – faza zasadnicza, 2008/2009 – ćwierćfinał, 2009/2010 – faza zasadnicza)
  - FIBA Europe Cup (2015/2016 –)
  - EuroChallenge (2010/2011)
  - Ligi Adriatyckiej (2005/2006 – ćwierćfinał)
- Awans do I ligi z Ribola Kaštela (2014)

### Indywidualne
- MVP
  - pucharu:
    - Ukrainy (2007)
    - Chorwacji (2004)

  - meczu gwiazd ligi chorwackiej (2005)
  - kolejki  ligi słoweńskiej SKL (9 – 2012/2013)
- Zwycięzca konkursu rzutów za 3 punkty ligi chorwackiej (2005, 2006)
- Uczestnik meczu gwiazd ligi chorwackiej (2005)

### Reprezentacja
Seniorska
- Mistrz igrzysk śródziemnomorskich (2009)
- Uczestnik:
  - mistrzostw Europy (2005 – 7. miejsce)[5]
  - kwalifikacji do Eurobasketu (2005)
- MVP igrzysk śródziemnomorskich (2009)

Młodzieżowe
- Uczestnik:
  - mistrzostw Europy U–16 (1999 – 9. miejsce)[6]
  - kwalifikacji do Eurobasketu:
    - U–20 (2002)[7]
    - U–16 (1999)

  - turnieju Alberta Schweitzera (2000)